# Fissurella nodosa
Fissurella nodosa är en snäckart som först beskrevs av Born 1778.  Fissurella nodosa ingår i släktet Fissurella och familjen nyckelhålssnäckor. Utöver nominatformen finns också underarten F. n. crusoe.

## Bildgalleri

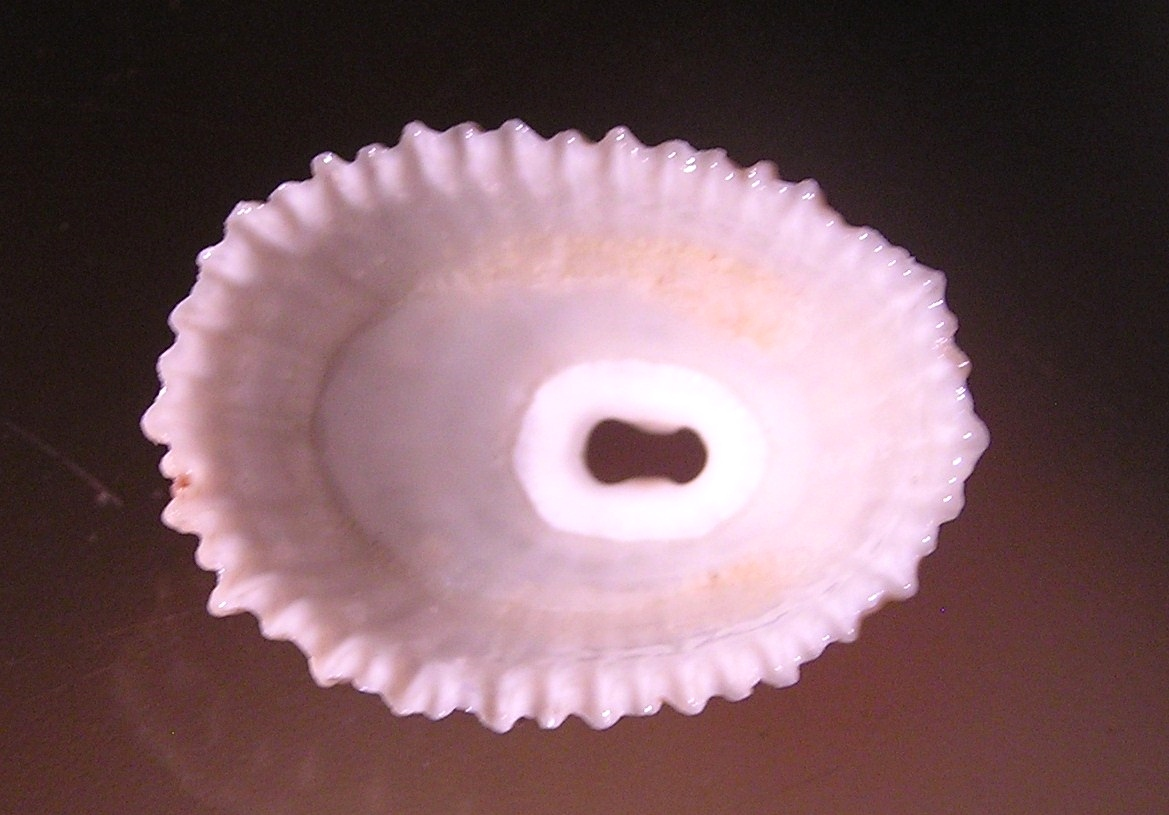
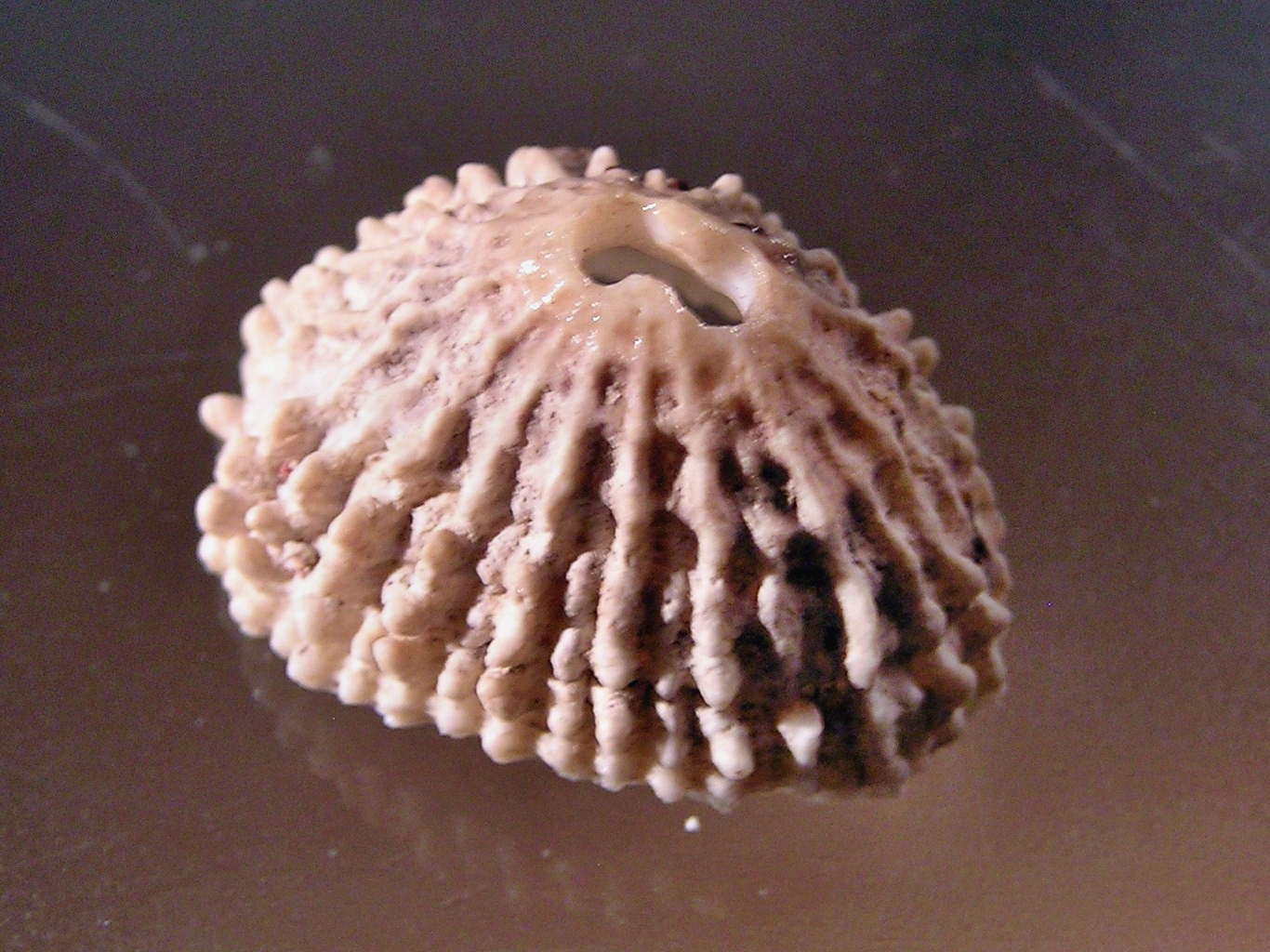